# Dus (mytologie)
Dus je galský lesní démon, pravděpodobně ochránce posvátného háje, zmiňovaný ve středověkých pramenech. V pozdním folklóru splynul s lutiny, tedy skřítky, trpaslíky či šotky.

## Písemné prameny
Dusa poprvé zmiňuje, v latinské formě dusios, Augustin z Hippa ve svém díle O Boží obci z počátku 5. století:
| „ | Říká se, a mnozí tvrdí, že sami toho byli svědky, anebo že se to doslechli z hodnověrných zdrojů, že lesní mužíci (Siluanos) a faunové, lidové zvaní „duchové“ (incubos), se necudně předvádějí před ženami, dychtí po nich a spájejí se s nimi. Někteří ctihodní lidé, jejichž svědectví nemůžeme bez urážky odmítnout, také říkají, že jistí démoni, jež Galové nazývají „dusové“, se bez přestání pokoušejí provádět se ženami necudné kousky a mnohdy se jim to daří., | “ |

Isidor Sevillský na počátku 7. století ve svých Etymologiích nahrazuje lesní mužíky a fauny „chlupatci“(pilosi) a „pany“ (Panitae). Pozdější středověká díla čerpala z Augustina a Isidora a také spojovala dusy s lesními démony a inkuby.
Další informace však přináší Thomas z Cantimpré ve svém díle Bonum universale de apibus z poloviny 13. století:
| „ | Dusové (Dusiorum) jsou démoni, jimž starověcí pohané zasvěcovali posvátné háje (lucos). Pruští pohané mají posvátné lesíky, kam se neodvažují vstoupit; navštěvují je jen tehdy, když chtějí obětovat svým bohům. To jsou démoni o nichž hovoří svatý Augustin. | “ |

## Pozdní tradice
V Bretani se používá výraz duz, tuz, teuz či zdrobnělina tuzik, jako varianta názvu pro skřítky či trpaslíky obvykle zvané korrigan. V bernské části pohoří Jura je známa bytost jménem dus nebo hairod, obvykle v podobě černého, chlupatého zlovolného démona. V tomto případě se jedná o následek diabolizace, někdy je těmto stvořením ostatně přisuzována mírná povaha. Ve Valonsku byl znám duhon, který však zanechal pouze několik stop v místních názvech jako je Trô dès dûhons „Díra duhonů“ na řece Warche u města Renardstein. 
Původ ve slově dus může mít i anglické go to the deuce „jdi k čertu“, dischöl „noční můra“ ve švýcarském kantonu Graubünden a místní názvy v Německu, dva z 8. století, jeden z 10. století.

## Hypotézy
Francouzský historik Claude Lecouteux vykládá dus z indoevropského kořene *dheuos či *dhus „démon, duch“. Na základě svědectví Thomase z Cantimpré dusy považuje za ochranná božstva posvátných hájů, později hranice mezi lidským obydlím a okolním světem, analogická římským silvanům. Jako ženskou obdobu dusů vykládá staroanglickou haegtesse a  starohornoněmeckou hagazussa, což je označení které se ve středověku používala pro různá ženská božstva, věštkyně a čarodějnice.